# Исмаиллинский заказник
Исмаилинский заказник  (азерб. İsmayıllı Dövlət Təbiət Yasaqlığı) — заказник в Азербайджане, создан в 1969 году на административных территориях Исмаиллинского и Габалинского районов.

## Цель создания
Заказник создан с целью сохранения и восстановления популяций животных:
- кавказский олень,
- серна,
- козел,
- косуля,
- дикий кабан,
- закавказский бурый медведь,
- куница,
- кавказский тетерев,
- улары и других животных.

Флора и фауна заказника схожа с флорой и фауной Исмаиллинского заповедника.

## См.также
- Список заповедников Азербайджана
- Список национальных парков Азербайджана
- Список заказников Азербайджана